# Baradero (Buenos Aires)
Baradero is een plaats in het Argentijnse bestuurlijke gebied Baradero in de provincie Buenos Aires. De plaats telt 24.901 inwoners.

## Geboren
- Darío Cvitanich (1984), Argentijns-Kroatisch voetballer